# Sean Kennard
Sean Eric Kennard, né le 3 octobre 1984, est un pianiste américain classique.

## Premières années
Sean Kennard naît à San Diego, en Californie, d'un père américain et d'une mère japonaise. Il grandit à Hawaï et sa famille déménage à Philadelphie lorsqu'il commence à étudier à l'Institut Curtis, à l'âge de treize ans.
Il entre à la Ellen Masaki School of Music le 3 octobre 1994, à Honolulu, à Hawaï, le 10 octobre, et commence ses études avec Ellen Masaki le 5 janvier 1995. À l'été de la même année, il donne son premier concert public solo à Honolulu. Il se produit au Carnegie Hall le 18 mai 1996 dans le cadre des Hawaii Music Awards et  retourne à Honolulu le lendemain pour se classer premier dans la finale du concours international Chopin du Pacifique. Il donne des récitals en Pologne en 1997 à la Société Frédéric-Chopin de Varsovie et à Żelazowa Wola (lieu de naissance de Chopin ). Le 3 octobre 1997, à l’occasion du troisième anniversaire de ses études de piano, il donne un récital des Études de Chopin op. 10 et op. 25 à l'Académie des Arts d'Honolulu.

## Éducation
Sean Kennard obtient son baccalauréat en musique à l'Institut Curtis en 2004, à la suite de ses études avec Eleanor Sokoloff depuis 1998 ; il est le premier étudiant de l'État d'Hawaï à être accepté dans cette institution . Dans sa dernière année, il reçoit le prix Sergei Rachmaninov du département de piano, remis à un pianiste diplômé chaque année. Durant son séjour à Curtis, il remporte le 2e prix du Concours international de piano Hilton Head. Immédiatement après avoir obtenu son diplôme, il participe au Concours international de musique de Sendai et il est le premier Américain et concurrent en dehors de l'Asie et de l'Europe à remporter un prix au concours. Il étudie ensuite avec Enrique Graf au College of Charleston dans le cadre de son programme de certificat d’artiste à l’automne 2004. En 2012, il  obtient une maîtrise en musique de la Juilliard School auprès de Jerome Lowenthal et de Robert McDonald, avant de s'inscrire au programme de diplôme d'études professionnelles du Mannes College plus tard au cours de cette même année pour étudier avec Richard Goode. Il est accepté au programme de doctorat en arts musicaux de l'École de musique de Yale dans le studio de Boris Berman en 2014 et termine la partie résidentielle du diplôme au printemps 2016.

## Apparitions en concert
Après avoir commencé ses études avec Graf, Sean Kennard remporte plusieurs autres prix dans des concours de piano, notamment le Concours national Chopin, le Concours de musique Iowa  et le Concours de musique Dr. Luis Sigall. Il est l’un des quatre finalistes du Concours national Chopin 2005 présenté dans le documentaire "Pianists", relatant l’histoire des pianistes américains lors de leur voyage en Pologne pour participer au Concours international de piano Frederick Chopin 2005. En 2009, il est l'un des deux pianistes nommés "Vendome Virtuosi" au Vendome Prize à Lisbonne. Lauréat du Concours Reine Elisabeth 2013 à Bruxelles, il joue en finale avec l'Orchestre National de Belgique dirigé par Marin Alsop. Quand il  est accepté dans le programme de doctorat en arts musicaux de Yale en 2014, il est le seul musicien choisi pour recevoir le Harvey Fellowship Award de la Mustard Seed Foundation, une bourse en espèces versée à des étudiants chrétiens exceptionnels inscrits dans des programmes de troisième cycle de haut niveau dans le monde entier.
Kennard a joué en tant que soliste avec divers orchestres du monde entier, dont l'Orchestre Symphonique de la Radio Prague, l'Orchestre National de Belgique, l'Orchestre Royal de Chambre de Wallonie (Belgique), l'Orchestre Philharmonique du Maroc (Maroc), l'Orchestre Symphonique Yomiuri Nippon (Japon), Orchestre philharmonique de Sendai (ja) (Japon), Orchestre symphonique d'Osaka (Japon), Orchestre de chambre NHK (Japon), Orchestre symphonique de Kyushu (Japon), Orchestre symphonique de Yamagata (Japon), Orchestre Sinfónica Nacional (République dominicaine), Deutsches Kammerorchester (Francfort), Orchestre symphonique du Chili (es), Orquesta Filarmónica de Montevideo, Orquesta Filarmónica Regional (Chili), Sinfonia Perugina (Italie), Orchestre symphonique de l'Université de Concepción (es) (Chili), Orquesta Sinfónica de l'Université de Concepción (Chili), Indianapolis Chamber Orchestra, Honolulu Symphony Orchestre, Orchestre Symphonique de Sioux City, Orchestre Symphonique de Charleston, Orchestre Hilton Head, Nouvel Orchestre Symphonique d'Amsterdam, et Florida International University Orchestra.
Il est apparu en récital et en musique de chambre dans des lieux tels que : Teatro Caio Melisso (Spoleto, Italie), Teatro Municipal (Vina del Mar, Chili), Yomiuri Otemachi Hall (Tokyo, Japon), Kennedy Center Terrace Theatre (Washington DC), Séoul. Arts Centre (Séoul, Corée), Hôtel de Ville de Hong Kong (Hong Kong), Salle Cortot (Paris, France), Théâtre Royal de la Monnaie (Bruxelles, Belgique), Palacio Nacional de Queluz (Lisbonne, Portugal), Récital de Tokyo Opera City Hall (Tokyo, Japon), Chopin Society (Varsovie), Alice Tully Hall (New York, États-Unis), Série internationale de pianos (Charleston, Caroline du Sud), Katsushika Symphony Hills (Tokyo, Japon), Hilbert Circle Theatre (Indianapolis, IA), Fondation Gulbenkian (Lisbonne, Portugal), Orvis Auditorium (Honolulu, HI), Convention MTA de Californie (San José, CA), Minami-Azabu Center Hall (Tokyo, Japon), Togouchi Fureai Center (Akiota, Japon), Kresge Salle de récital (Pittsburgh, PA), Musée d'art de Rantokaku (Kure, Japon), Cine Teatro Municipal (Treinta y Tres, Uruguay), Steinway Ha ll (New York, États-Unis), Munetsugu Hall (Nagoya, Japon), Palais des Beaux-Arts (Bruxelles, Belgique), Hawaii Theatre (Honolulu, HI), Salle Oto no Izumi (Oita, Japon), Flagey Studio 4 ( Bruxelles, Belgique), Yamaha Hall (Tokyo, Japon), Teatro del Lago (Frutillar, Chili), Civic Cultural Hall (Morioka, Japon), Salle des concerts des anciens élèves (Pittsburgh, PA), Galerie Core Hall (Takasaki, Japon), Académie des arts (Honolulu, HI), Mar-a-Lago (Palm Beach, FL), Programme de musique Perlman (Shelter Island, NY), Cathédrale Christ Church (Indianapolis, IA), Takarayama Hall (Kagoshima, Japon), Teatro Larranaga (Paysandu, Uruguay), Centre civique de Tobata (Kitakyushu, Japon), Sala dei Notari (Pérouse, Italie), Sogo Hall (Saijo, Japon), Hôtel del Lago (Punta del Este, Uruguay). Il est actuellement représenté par Nippon Artists Management Inc., au Japon.

## Positions d'enseignement
Kennard occupe le poste de professeur associé de piano à l'école de musique de l'Université Stetson à compter de l'automne 2017.

## Reconnaissance
Patrick Rucker du Washington Post a dit de sa performance de Beethoven de la Sonate op. 57 "Appassionata" avec laquelle il a joué avec "une composition musicale puissante et engagée". Ruth Bingham, du Honolulu Advertiser, a déclaré à propos de son remplacement de dernière minute du médaillé d'argent de la compétition Van Cliburn, Joyce Yang, lors du concerto de Grieg avec l'Orchestre symphonique de Honolulu, affiché "une affinité particulière pour les passages tranquillement lyriques".

## Prix
- 2003 : Concours international de piano Hilton Head (États-Unis), 2e prix
- 2004 : Concours international de musique de Sendai (Japon), 5e prix 
  - Prix Sergei Rachmaninov du Curtis Institute of Music
- 2005 : Concours national Chopin (USA), 3ème prix
- 2006 : Concours de piano Iowa (États-Unis), 2e prix
- 2007 : Concours international de musique Dr. Luis Sigall, Vina del Mar (Chili), 1er prix et meilleure interprétation de l'oeuvre obligatoire (membre de la Fédération mondiale des concours internationaux de musique )
- 2009 : Vendome Prize (Portugal), Vendome Virtuoso Award
- 2013 : Concours Reine Elisabeth (Belgique), Lauréat
- 2014 : Fondation Mustard Seed, Bourse de recherche Harvey